# Ouvidor
Ouvidor là một đô thị thuộc bang Goiás, Brasil. Đô thị này có diện tích 413,786 km², dân số năm 2007 là 4691 người, mật độ 11,3 người/km².